# Воробьёв, Владимир Михайлович
Владимир Михайлович Воробьёв (род. 6 января 1969, Палдиски, Эстонская ССР) — российский военачальник. Заместитель главнокомандующего ВМФ с 8 июля 2024 года. Командующий Балтийским флотом (21 апреля 2023 — 8 июля 2024), адмирал (2024).

## Семья
Родился 6 января 1969 года в городе Палдиски Эстонской ССР. 
Является потомственным военным моряком в шестом поколении. 
Двоюродный четырежды прадед — Иван Александровский — возможно первым (либо англичанин Уайтхед) изобрёл самодвижущуюся торпеду. И он же построил первую в России подводную лодку с механическим двигателем.
Двоюродный дед — известный гидрограф, осваивал под руководством Отто Юльевича Шмидта Северный морской путь. В его честь в Карском море назвали пролив — пролив Воробьёва.
Отец — Воробьёв Михаил Никитович — из первого поколения подводников-атомщиков. В 1959 году окончил Высшее военно-морское инженерное ордена Ленина училище имени Ф. Э. Дзержинского, лейтенантом прибыл в Северодвинск, в экипаж первой построенной на Севмаше серийной АПЛ К-5. На момент рождения Владимира Воробьёва, отец преподавал в центре подготовки подводников в Палдиски. После окончания Военно-морской академии в Ленинграде остался там на профессорско-преподавательской работе. В 1987 году возглавил в Военно-морской академии кафедру автоматизации систем управления военно-морского флота, доктор технических наук, профессор, капитан 1 ранга.

## Образование
- Высшее военно-морское училище подводного плавания имени Ленинского комсомола (1985—1990)
- Высшие специальные офицерские классы ВМФ (1995—1996)
- Военно-морская академия имени Адмирала Флота Советского Союза Н. Г. Кузнецова (2001—2003)
- Военная академия Генерального штаба Вооружённых сил Российской Федерации (2017—2019)

## Военная служба
1990 — 2009 годы — начинал службу на атомных подводных лодках под командованием Владимира Николаевича Ковтуна, капитана первого ранга, командира атомной подводной лодки проекта 671РТМ 33-й дивизии 1-й флотилии подводных лодок, который с 2013 года является духовником бригады подводных лодок Беломорской военно-морской базы под именем батюшка Вениамин. 
Прошёл путь от инженера группы штурманской боевой части до командира подводной лодки, а в дальнейшем — командира соединения.
2003 — 2008 годы — заместитель командира 7-й дивизии подводных лодок.
2008 — 2009 годы — командир 11-й дивизии подводных лодок имени 60-летия СССР.
2009 год — заместитель командира 12-й эскадры подводных лодок.
2009 — 2010 годы — начальник штаба Беломорской военно-морской базы Северного флота .
2010 — 2012 годы — начальник управления боевой подготовки Северного флота.
Указом Президента РФ от 9 августа 2012 года № 1141 присвоено воинское звание контр-адмирал.
С 14 октября 2012 — 2017 годы — командир Беломорской военно-морской базы Северного флота.
С июля 2019 года по 12 апреля 2021 года начальник штаба — первый заместитель командующего Балтийским флотом.
С 12 апреля по 5 октября 2021 года начальник штаба — первый заместитель командующего Северным флотом.
С 5 октября 2021 года — заместитель начальника Генерального штаба Вооружённых Сил РФ.
17 февраля 2023 года присвоено воинское звание вице-адмирала.
21 апреля 2023 года стало известно, что вице-адмирал Воробьёв назначен командующим Балтийским флотом.
8 июля 2024 года назначен заместителем главнокомандующего ВМФ.
9 декабря 2024 года присвоено воинское звание адмирал.

## Награды
- Орден Александра Невского (28.07.2024)
- Орден «За военные заслуги»
- Медаль ордена «За заслуги перед Отечеством» 2 степени
- Юбилейная медаль «300 лет Российскому флоту»
- Ведомственные награды Министерства обороны РФ
- Орден «За заслуги перед Калининградской областью» (08.07.2024)
- Почётная грамота Президента Российской Федерации